# جاكوب براون (عسكري)
جاكوب براون (بالإنجليزية: Jacob Brown)‏ هو عسكري أمريكي، (و. 1789  م).